# Електронен слой
Електронен слой в атома е съвкупността от позволени състояния на електрон с определена енергия и може да се онагледи като орбитата около ядрото, следвана от електроните с тази енергия. Структурата на електронния слой зависи от поредния номер на химичния елемент. Всеки електронен слой съдържа точно определен брой позволени състояния. Тъй като електроните са фермиони, във всяко позволено състояние може да има само един електрон. Всеки електронен слой съответства на решение на уравнението на Шрьодингер, при което енергията на електрона е собствено значение на оператора на Хамилтон. Съвкупността от всички електронни слоеве представлява електронната обвивка на атома. За повече обяснения защо електроните са разпределени по този начин виж електронна конфигурация.

## История
Терминологията е въведена от Арнолд Зомерфелд при модифицирането на Модела на Бор. За да обясни фината структура на спектралните линии на някои елементи Зомерфелд добавя към модела на Бор елиптични орбити, които се характеризират с допълнителни квантови числа l и m. Така основното квантово число (n) характеризира повече електрони, които имат близки орбити и образуват „слой“ с крайна дебелина, за разлика от безкрайно тънката кръгова орбита в модела на Бор.
Експерименталното доказателство за съществуване на електронни слоеве е направено от Чарлз Баркла и Хенри Моузли с експерименти по поглъщане на рентгеново излъчване. Баркла означава слоевете с буквите K, L, M, N, O, P, и Q. Абсорбционните спектрални линии K са от най-вътрешния електронен слой. По-късно е установено съответствие между тези букви и n-стойностите 1, 2, 3, и т.н.
физикохимикът Гилбърт Люис развива теорията за участието на електрони от валентния слой в химичната връзка, Лайнъс Полинг по-късно обобщава тази теория и прилага към нея апарата на квантовата механика.

## Слоеве
Електронните слоеве се отбелязват като K, L, M, N, O, P и Q или 1, 2, 3, 4, 5, 6, и 7 броено отвътре навън. Електроните във външните слоеве имат по-висока средна енергия и са по-отдалечени от ядрото в сравнение с електроните от вътрешните слоеве. Това определя по-важната им роля за поведението на атома при взаимодействия с други атоми, в частност образуването на химическа връзка или поведението като проводник или изолатор.

## Подслоеве
Всеки електронен слой се състои от един или повече подслоеве, които на свой ред съдържат атомни орбитали. Например слоят (K) съдържа един подслой 1s; слоят (L) има два подслоя 2s и 2p; третият слой има три: 3s, 3p, и 3d и т.н. Различните подслоеве са обобщени в следната таблица:
| Подслой | ℓ | Максимум електрони | В кои слоеве се наблюдава | Историческо име                   |
| ------- | - | ------------------ | ------------------------- | --------------------------------- |
| s       | 0 | 2                  | Всеки                     | s (на английски: sharp)           |
| p       | 1 | 6                  | във 2-ри и по-висок       | p (на английски: principal)       |
| d       | 2 | 10                 | в 3-ти и по-висок         | d (на английски: diffuse)         |
| f       | 3 | 14                 | в 4-ти и по-висок         | f (на английски: fundamental)     |
| g       | 4 | 18                 | в 5-и и по-висок          | (следваща f в английската азбука) |

- Първата колона съдържа означението на подслоя (латинска малка буква). Например 4s подслой е подслоят на четвърти (N) слой от тип (s).
- Във втората колона е орбиталното квантово число. Дефиницията му е свързана с квантовата механика, но именно това число характеризира подслоя.
- В третата колона е посочен максималният брой електрони, които могат да се съдържат в подслой от този тип.
- В четвъртата колона се посочва кои слоеве могат да съдържат посочения подслой.
- Историческият произход на означенията s, p, d, и f е посочен в последната колона. Те са свързани с експерименти по наблюдаване на атомни спектрални линии.

## Брой електрони във всеки слой
|   | s | p | d  | f  | g  | Общо |
| - | - | - | -- | -- | -- | ---- |
| K | 2 |   |    |    |    | 2    |
| L | 2 | 6 |    |    |    | 8    |
| M | 2 | 6 | 10 |    |    | 18   |
| N | 2 | 6 | 10 | 14 |    | 32   |
| O | 2 | 6 | 10 | 14 | 18 | 50   |

Електронните слоеве в атома са запълнени в съответствие със следните теоретични ограничения:
- Всеки s подслой съдържа най-много 2 електрона
- Всеки p подслой съдържа най-много 6 електрона
- Всеки d подслой съдържа най-много 10 електрона
- Всеки f подслой съдържа най-много 14 електрона
- Всеки g подслой съдържа най-много 18 електрона

Следователно електронният слой K, който съдържа само подслой s, може да има най-много 2 електрона; L слоят, който има s и p подслой, може да има 2+6=8 електрона и т.н. Общата формула е, че n-ият слой може да съдържа до 2n2 електрона.
Mакар и формулата да определя максимум по принцип, той се постига при известните химични елементи само за първите четири слоя (K,L,M,N). Не е известен химичен елемент с 32 електрона в произволен слой. Това се дължи на запълването на атомните орбитали според принципа на Ауфбау.

## Валентен слой
Най-външният електронен слой на атома се нарича валентен слой. Обикновено се казва, че електроните в този слой са валентните електрони, отговорни за химичните свойства, но това не е винаги вярно. Наистина, атомите със запълнен валентен слой (благородните газове) са химически най-инертни, докато тези със само един електрон във валентния слой (алкалните метали) или с един липсващ електрон (халогените) са най-активни химически.
Това обаче е опростяване на истината. Електроните, определящи как атомът ще се отнесе химически към друг атом, са тези, които са най-далече от ядрото и имат най-голяма енергия. Понякога 3d електроните са с по-голяма енергия от 4s електроните и следователно играят по-важна роля в химичните реакции. Така по същество те играят роля на валентни електрони, макар и да не са от т.нар. валентен слой.